# HELLP syndrome
 Mise en garde médicale
En obstétrique, le HELLP syndrome est considéré comme une complication grave ou une variante de pré-éclampsie chez la femme enceinte.
Le terme « HELLP » est l'acronyme en anglais de trois signes biologiques définis en 1982 par Louis Donald Weinstein : « Hemolysis » (hémolyse) « Elevated Liver enzymes » (augmentation des enzymes hépatiques) « Low Platelet count » (numération plaquettaire faible).

## Historique
Il a été décrit par Louis Donald Weinstein en 1982 sur 29 patientes. Il distingue ce syndrome de la pré-éclampsie de base.

## Épidémiologie
Le HELLP syndrome concerne 0,5 à 0,9 % des grossesses, et 10 à 20 % des cas de pré-éclampsie. 70 % des cas de HELLP surviennent avant l’accouchement et essentiellement entre 27 semaines d'aménorrhée (SA) et 37 SA. Dix pour cent (10 %) des cas de HELLP surviennent avant 27 SA et 20 % après 37 SA.
Dans 10-20 % des cas, le HELLP syndrome peut apparaître sans signe de pré-éclampsie. Et dans 0,001 à 0,002 % des cas, le HELLP syndrome sans signe de pré-éclampsie peut provoquer une rupture de la capsule du foie. Le HELLP syndrome peut survenir dans les 48 heures après l’accouchement.

## Physiopathologie
La cause exacte du HELLP reste peu connue et il est difficile de différencier ses mécanismes de ceux de la pré-éclampsie : en effet les signes du HELLP ne lui sont pas spécifiques.
Le mécanisme qui entraîne le HELLP syndrome est vraisemblablement le suivant : l’implantation de l’œuf fécondé dans la paroi de l’utérus ne s’est pas faite correctement. Cela a provoqué un déséquilibre des médiateurs permettant la constriction et la dilatation des vaisseaux au niveau du placenta. Ces différents mécanismes provoquent des lésions de l'endothélium.
Il y a alors libération d’une molécule qui va activer les plaquettes. Celles-ci s’accumulent au contact de l’endothélium lésé et libèrent du thromboxane A2 (hormone provoquant une constriction des vaisseaux et une agrégation plaquettaire). Ceci engendre une diminution du nombre de plaquettes en dessous de 150 000 plaquettes/mm3. De plus, l’endothélium lésé ne synthétise plus assez de prostacyclines (protéine permettant d’empêcher les plaquettes de s’agréger et former des caillots).
L’ensemble de ces processus va faire que la tension artérielle va augmenter, le nombre de plaquettes va diminuer et il y aura formation de caillots qui provoqueront une ischémie. Il en résulte une activation anormale et généralisée de la cascade de coagulation déclenchée par la formation de caillots dans les capillaires sanguins, notamment au niveau du foie. Ce processus de microangiopathie thrombotique entraîne un emprisonnement des hématies et une agglutination des plaquettes, et donc une ischémie des tissus du foie, des hémorragies intrahépatiques, puis une destruction des cellules du foie et une nécrose. Cette destruction entraîne une augmentation des transaminases qui sont des enzymes du foie.
Le rôle d'un vasospasme est discuté.
Le terme HELLP est l'acronyme en anglais des trois signes biologiques :
- « Hemolysis » : hémolyse, révélée par un frottis sanguin périphérique anormal avec un taux de bilirubine supérieur à 12 mg·L-1 (normalement inférieure à 10 mg·L-1) et un taux de LDH (lactate déshydrogénase) supérieur à 600 UI/L (normalement compris entre 100 et 400 UI/L) ;

- « Elevated Liver enzymes » : augmentation des enzymes hépatiques (ASAT, ALAT, lactate déshydrogénase) traduisant la destruction des cellules du foie ;

- « Low Platelet count » : numération plaquettaire faible (inférieure à 100 000/mm3).

On distingue trois types de HELLP syndrome en fonction du nombre de plaquettes :
- HELLP 1 : < 50 000 plaquettes/mm3 ;

- HELLP 2 : 50 – 100 000 plaquettes/mm3 ;

- HELLP 3 : 100 – 150 000 plaquettes/mm3.

## Symptômes et diagnostic
Les deux-tiers des cas surviennent avant l'accouchement, parfois dès le premier trimestre. Un tiers des cas voient les manifestations débuter avant l'accouchement.
Le syndrome HELLP peut être difficile à diagnostiquer car les symptômes sont variables et relativement peu spécifiques.
Cependant les principaux symptômes rencontrés chez une patiente souffrant de HELLP syndrome sont :
- douleurs dans la région haute du système digestif et qui irradient dans le dos, qui évoluent par crises souvent nocturnes ;
- nausées, vomissements ;
- hypertension artérielle gravidique (> 140 mmHg / 90 mmHg) ;
- œdème, prise de poids ;
- présence de protéine dans les urines (protéinurie) ;
- ictère (rare).

D’autres symptômes moins spécifiques peuvent apparaître :
- syndrome grippal ;
- maux de tête ;
- hyponatrémie (manque de sodium) sévère ;
- hypoglycémie due à la destruction des cellules du foie ;
- décollement rétinien ;
- hémorragie digestive ;
- hémorragie de la délivrance ;
- hémorragie cérébro-méningée ;
- thrombose veineuse profonde, embolie pulmonaire, accident vasculaire cérébral ;
- insuffisance rénale ;
- les signes biologiques sont ceux de la triade expliqués plus haut (« Hemolysis, Elevated Liver enzymes, Low Platelet Count ») ;
- dans le frottis sanguin on peut révéler des globules rouges de petite taille et altérés (schizocytes). Les facteurs de coagulation sont normaux (taux de prothrombine, temps de céphaline activée).

### Diagnostic différentiel
Les quatre principales maladies avec lesquelles on pourrait confondre le HELLP sont :
- le purpura thrombotique thrombocytopénique (PTT) ;
- le syndrome hémolytique et urémique (SHU) ;
- la stéatose hépatique aiguë gravidique (SHAG) ;
- la coagulation intravasculaire disséminée (CIVD).

### Confirmation de diagnostic et surveillance
Afin de confirmer le diagnostic et surveiller la grossesse, il existe de nombreux tests d’imagerie médicale, notamment l’écho-doppler pour l’artère hépatique et pour la visualisation de la quantité et du passage du sang dans le cordon ombilical afin d’évaluer la souffrance du fœtus.
La surveillance médicale lors d’une grossesse avec un HELLP est plus importante avec plus d’échographies, autant au niveau du fœtus que du foie de la mère. Les analyses de sang se font grâce à des frottis sanguins.
Le syndrome peut être compliqué d'un hématome sous capsulaire du foie pouvant se rompre secondairement.

## Traitement
Il est possible de prendre en charge le HELLP syndrome de trois manières différentes :

### Médical
Les objectifs de prise en charge médicale est de diminuer la constriction des vaisseaux sanguins et ainsi favoriser la circulation du sang.
Les traitements proposés sont :
- des antihypertenseurs si la pression artérielle systolique est supérieure à 150 mm Hg et/ou la pression artérielle diastolique est supérieure à 105 mm Hg ;
- des inhibiteurs calciques ;
- des α bloquants ou β bloquants ;
- transfusion de sang (plaquettes si moins de 50 000 plaquettes/mm3, hématies si anémie grave et/ou plasma en cas de trouble de la coagulation) ;
- du sulfate de magnésium (en cas de convulsion si pré-éclampsie). Il peut être administré de manière systématique car il dilate les vaisseaux et empêche les plaquettes de s’agréger. Il n’a pas d’effet nocif pour la mère et pour le fœtus ;
- les corticoïdes : ils ont un intérêt pour le fœtus (maturation pulmonaire) et pour la mère (régression des signes cliniques et biologiques du HELLP syndrome) mais l’efficacité thérapeutique n’est pas encore prouvée.

### Obstétrical
L’interruption médicale de grossesse se fait en cas extrême, notamment si la vie du fœtus et/ou de la mère est menacé. Elle se fait de manière systématique au-dessus de 34 SA. Mais au dessous , il y a un risque important de complications fœtales en cas de grande prématurité. L’interruption de la grossesse se fait le plus souvent par césarienne.
L’accouchement par voie basse est possible si le nombre de plaquettes n’est pas inférieur à 50 000 plaquettes/mm3 et s’il n’y a pas d’autres problèmes obstétricaux majeurs.

### Anesthésique
Cette prise en charge est effective uniquement lors de l’accouchement. La péridurale est proscrite quand il y a moins de 100 000 plaquettes/mm3. Il faut alors recourir à une anesthésie générale. En cas d’accouchement par voie basse et d’impossibilité de péridurale, des anti-douleurs en intra veineuse ou local peuvent être administrés.

## Pronostic – complication
La mortalité maternelle est la complication la plus grave : elle survient dans 1,1 à 24 % des cas de HELLP syndrome.
Les principales complications du HELLP sont :
- l'éclampsie dans 10 % des cas de HELLP ;
- le syndrome vasculo-rénal ;
- des hémorragies hépatiques et/ou cérébro-méningées ;
- un hématome sous capsulaire du foie avec un risque de rupture hépatique ;
- l'insuffisance rénale ;
- un œdème aigu pulmonaire ;
- un diabète insipide.

Il existe également un risque de récidive pour les grossesses suivantes d’environ 19 % et de 61 % en cas de HELLP < 32 SA.
Le fœtus peut également être touché par des complications, notamment des risques de mortalité fœtale. En cas d’accouchement prématuré, le nouveau-né s’expose à toutes les maladies liées à la prématurité.

## Information pour les patientes
En cas de douleurs épigastriques survenant au cours du 2e ou 3e trimestre, il faut penser à un HELLP syndrome.
51 % des décès de la mère surviennent en cas de retard de diagnostic. Le dépistage rapide est donc indispensable afin de poursuivre la grossesse dans les meilleures conditions.
Il n’y a pas de contre-indication à la prise de contraceptifs œstro-progestatifs après un HELLP.
L’attitude thérapeutique est à discuter au cas par cas car les symptômes du HELLP peuvent être très différents d’une patiente à l’autre.
Une surveillance accrue est indispensable au cours d’une grossesse avec un HELLP syndrome car d’autres complications obstétricales peuvent apparaître (notamment hypertension en cas d’antécédent, au cours d’une grossesse ou non). Il est important de surveiller les grossesses suivantes et ceci le plus tôt possible.